# Proparvicingula
Genre
Proparvicingula est un genre éteint de radiolaires de la famille des Parvicingulidae.

## Utilisation en stratigraphie
La base du Rhétien, un des étages du Trias, est voisine dans le temps de l'apparition des espèces de conodonte Misikella spp. et Epigondolella mosheri et du radiolaire Proparvicingula moniliformis.

## Liste d'espèces
Selon Paleobiology Database (21 mars 2021) :
- Proparvicingula moniliformis